# Ferdinand Gregori
Ferdinand Gregori, född 13 april 1870, död 12 december 1928, var en tysk skådespelare, regissör och teaterledare.
Gregori var 1901-1910 anställd vid Burgteatern i Wien, ledde 1910-12 hovteatern i Mannheim och var 1916-1921 knuten vid Deutsches Theater i Berlin, även som regissör. Gregori deltog som frontofficer i första världskriget och var från 1923 lärare i teaterteori vid Berlins universitet. Han var en temperamentsfull och tekniskt fulländad skådespelare och en utmärkt instruktör. Bland hans roller märks Hamlet, Kung Lear, Othello, Nathan den vise, Faust, Wallenstein, Brand och Byggmästare Solness. Gregori utgav bland annat B. Baumeister (1902), J. Kainz (1904) och Der Schauspieler (1920), samt redigerade en följd av år teatertidskriften Die Scene.